# Viasat 6
Viasat 6 es un canal de televisión privado de Hungría, perteneciente a Antenna Group. Se trata de un canal dirigido al público masculino.

## Historia
El canal se anunció el 26 de septiembre de 2007 por el antiguo propietario del canal, Viasat Hungária Műsorszolgáltató Zrt, aunque no fue hasta el 28 de enero de 2008 cuando el canal inició emisiones como TV6.
El 12 de febrero de 2011, el canal cambió su nombre a Viasat 6, mientras que Viasat 3 intentó adquirir el nombre de TV3, pero no logró éxito.
Desde el 1 de abril de 2013 emite en 16:9 y emite con su actual imagen corporativa.
El 11 de febrero de 2015, Sony Pictures Television llegó a un acuerdo con Modern Times Group para adquirir los canales Viasat 3 y Viasat 6, así como el servicio de televisión a la carta Viasat Play, ampliando así su oferta húngara, que anteriormente incluía los canales lineales AXN , AXN White y AXN Black , así como los servicios digitales AXN Now y AXN Player.
Desde el 1 de octubre de 2021, el canal pertenece al grupo griego Antenna Group.

## Programación
- Antikhősök
- Balhés csajok
- Celebcella
- DopeManTV
- Duma Aktuál
- Dumaszínház
- Dumaszínház: Humorterápia
- Dumaszínház: Igaz történetek
- Nethuszár
- Profik – A nagyvilág a kispadról
- Sztár Gokart
- TotalArc
- TotalCar
- Vidióták